# Кижский зоологический заказник
Ки́жский зоологи́ческий зака́зник — государственный природный заказник федерального подчинения в Медвежьегорском районе Республики Карелия, Российская Федерация. Участок территории и акватории Кижских шхер Онежского озера, где под государственную охрану взяты места обитания редких видов животных и растений с целью сохранения фауны и условий воспроизводства водно-болотных птиц.

## Общие сведения
Заказник был организован 22 сентября 1989 года. Площадь заказника — 500 км². Включает острова Кижского архипелага Онежского озера с километровой зоной акватории, побережье Заонежского полуострова и Чёрного острова с 500-метровой зоной акватории. В границах заказника находятся музей-заповедник «Кижи» с охранной зоной, региональные геологические памятники природы — Южный Олений остров, болота у деревни Боярщина, губы Петрикова и болото Замошье.
Кижские шхеры отличаются чрезвычайным разнообразием экотопов и, как следствие, повышенным уровнем биоразнообразия.
В составе флоры заказника описано более 450 видов сосудистых растений, среди которых 20 видов, внесенных в Красную книгу Карелии, а также представителей южной флоры, находящихся здесь на пределе ареалов — липа сердевидная, ольха чёрная, вяз гладкий.
Встречаются все виды животных, обитающих на данных широтах Республики Карелии, в том числе бурый медведь, волк, лось, кабан, выдра.
В списке видов птиц — 172 вида гнездящихся и все северные, пересекающие регион во время пролёта.
На территории заказника запрещена охота, неорганизованный туризм, рубки главного пользования, сбор грибов и ягод (кроме местного населения) и др.

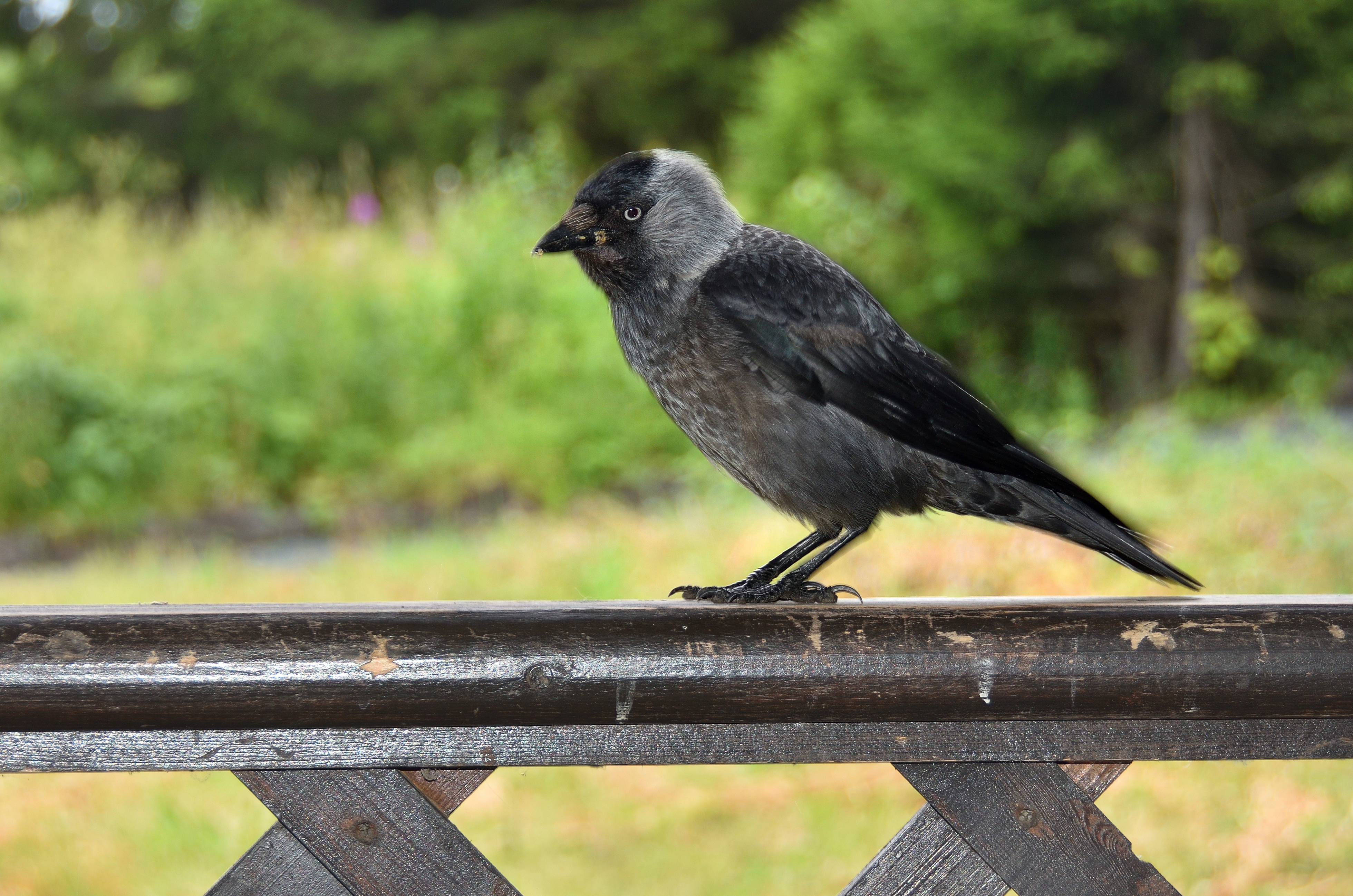
Галка
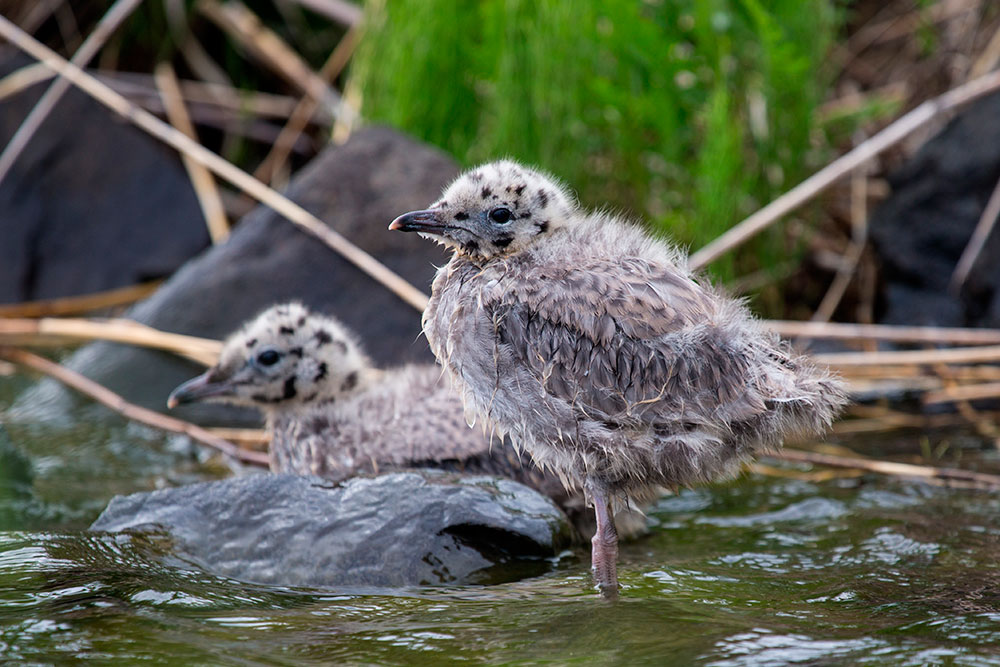
Птенец чайки
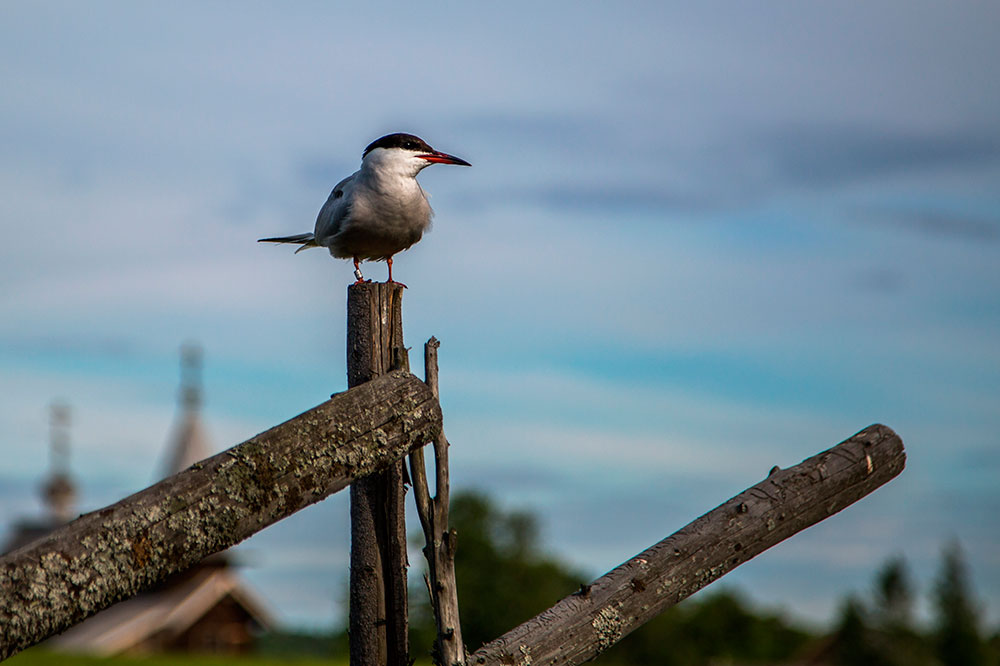
Крачка
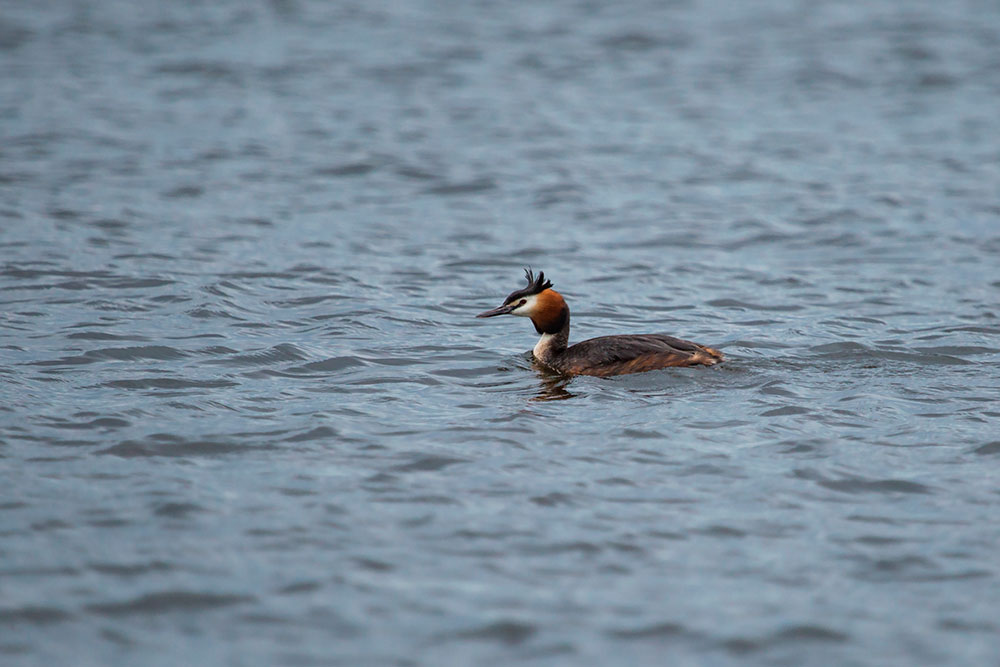
Поганка
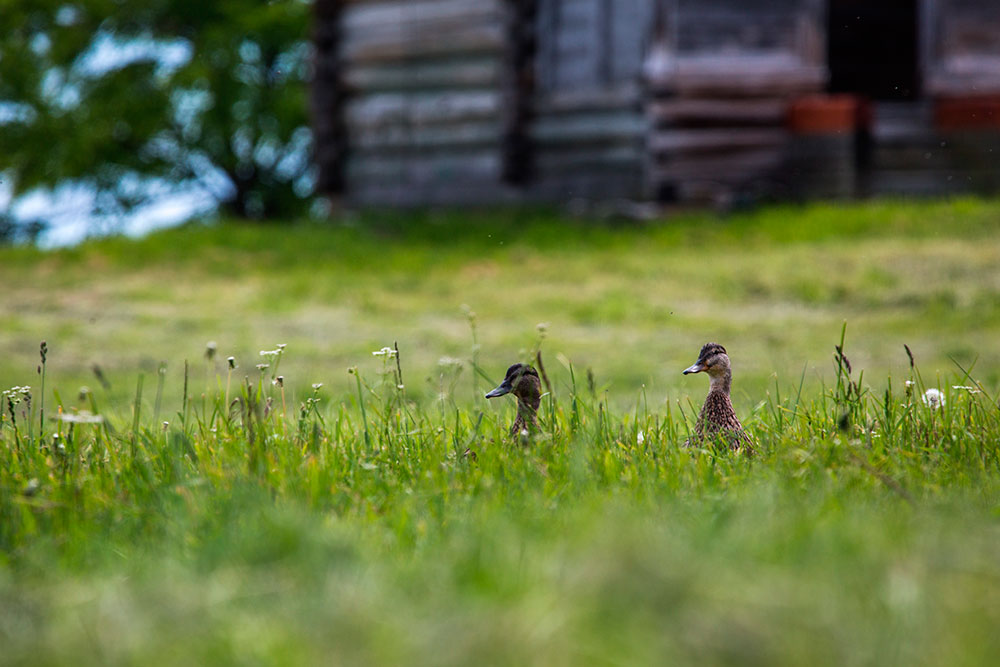
Утки
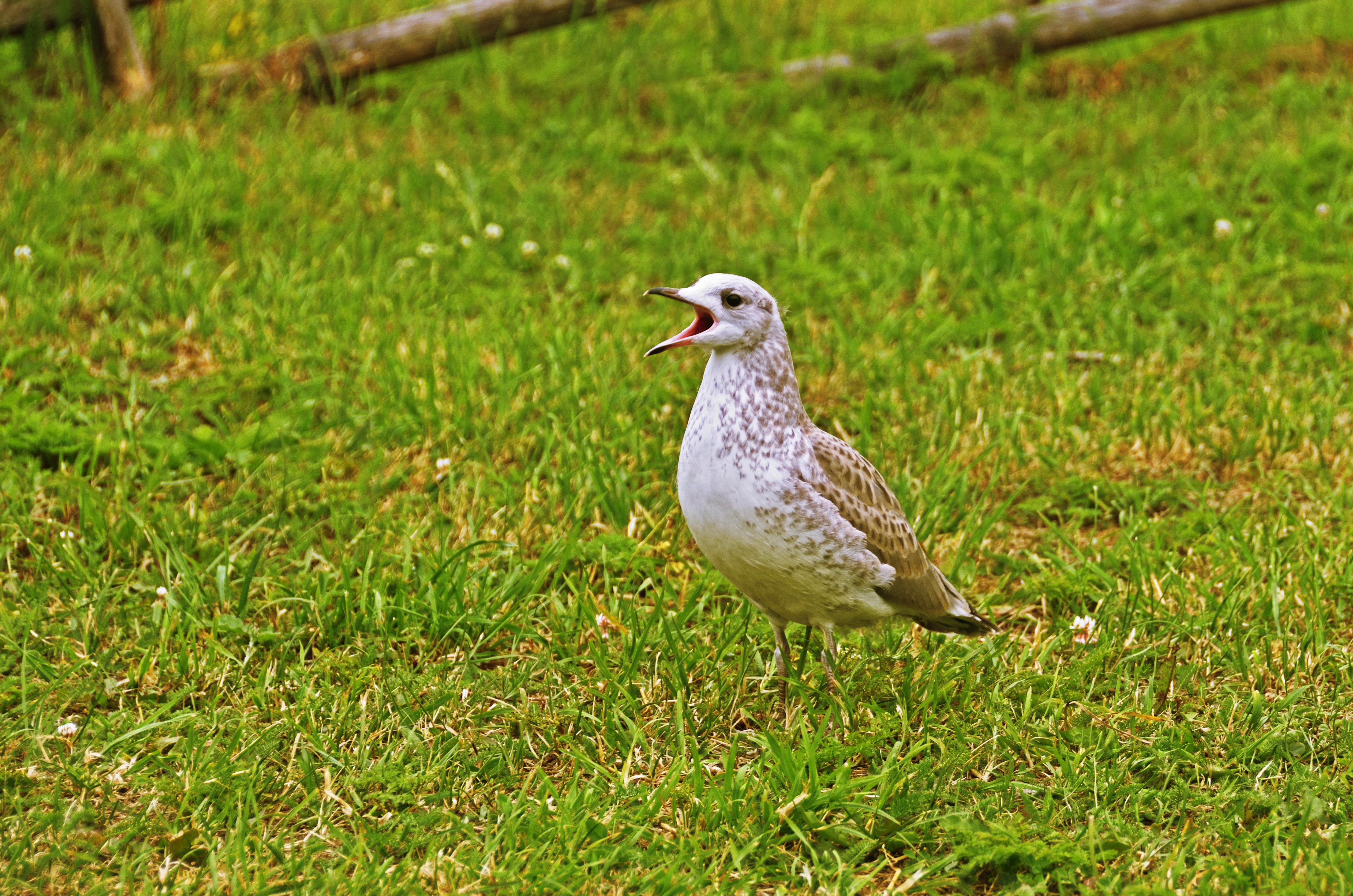
Слёток чайки